# Liste des églises de la Corse-du-Sud
La liste des églises de la Corse-du-Sud recense de manière exhaustive les églises situées dans le département français de la Corse-du-Sud. Il est fait état des diverses protections dont elles peuvent bénéficier, et notamment les inscriptions et classements au titre des monuments historiques.
En ce qui concerne le culte catholique, toutes les églises sont situées dans le diocèse d'Ajaccio.

## Statistiques

### Nombres
Le département de la Corse-du-Sud comprend 124 communes au 1er janvier 2022.
Depuis 2020, le diocèse d'Ajaccio comprenant la Corse-du-Sud et la Haute-Corse compte 434 paroisses.

## Classement
Le classement ci-après se fait par commune selon l'ordre alphabétique.
Il est fait état des diverses protections dont elles peuvent bénéficier, et notamment les inscriptions et classements au titre des monuments historiques.

## Liste

### Église catholique
| Église                                                                                | Commune                 | Adresse | Coordonnées                      | Notice         | Protection                                                                | Date                             | Illustration                                                                          |
| ------------------------------------------------------------------------------------- | ----------------------- | ------- | -------------------------------- | -------------- | ------------------------------------------------------------------------- | -------------------------------- | ------------------------------------------------------------------------------------- |
| Église Saint-Antoine-de-Padoue d'Afa                                                  | Afa                     |         | 41° 59′ 00″ nord, 8° 47′ 47″ est |                |                                                                           |                                  | Église Saint-Antoine-de-Padoue d'Afa                                                  |
| cathédrale Notre-Dame-de-l'Assomption d'Ajaccio                                       | Ajaccio                 |         | 41° 55′ 03″ nord, 8° 44′ 17″ est | « PA00099058 » | Classé MH                                                                 | 1906                             | cathédrale Notre-Dame-de-l'Assomption d'Ajaccio                                       |
| Église Saint-Pierre Saint-Paul d'Ajaccio                                              | Ajaccio                 |         | 41° 33′ 37″ nord, 8° 26′ 38″ est |                |                                                                           |                                  | Église Saint-Pierre Saint-Paul d'Ajaccio                                              |
| Église Saint-Roch d'Ajaccio                                                           | Ajaccio                 |         | 41° 55′ 03″ nord, 8° 44′ 17″ est |                |                                                                           |                                  | Église Saint-Roch d'Ajaccio                                                           |
| Église de la Sainte-Trinité d'Ajaccio                                                 | Ajaccio                 |         | 41° 55′ 04″ nord, 8° 43′ 50″ est |                |                                                                           |                                  | Église de la Sainte-Trinité d'Ajaccio                                                 |
| Église Saint-Benoît dite San-Benedettu de San-Benedettu                               | Alata                   |         | 41° 59′ 09″ nord, 8° 44′ 09″ est |                |                                                                           |                                  | Image manquante Téléverser                                                            |
| Église Saint-Pierre-aux-Liens d'Alata                                                 | Alata                   |         | 41° 58′ 36″ nord, 8° 44′ 30″ est |                |                                                                           |                                  | Image manquante Téléverser                                                            |
| Église Sainte-Catherine d'Albitreccia                                                 | Albitreccia             |         | 41° 51′ 50″ nord, 8° 56′ 45″ est | IA2A001084     |                                                                           |                                  | Église Sainte-Catherine d'Albitreccia                                                 |
| Église Saint-Pierre-et-Saint-Paul de Bisinao                                          | Albitreccia             |         | 41° 50′ 32″ nord, 8° 52′ 17″ est |                |                                                                           |                                  | Image manquante Téléverser                                                            |
| Église San-Pantaleone d'Altagène                                                      | Altagène                |         | 41° 42′ 22″ nord, 9° 04′ 15″ est |                |                                                                           |                                  | Église San-Pantaleone d'Altagène                                                      |
| Église Saint-Côme-et-Saint-Damien d'Ambiegna                                          | Ambiegna                |         | 42° 05′ 01″ nord, 8° 47′ 29″ est | IA2A001690     |                                                                           |                                  | Église Saint-Côme-et-Saint-Damien d'Ambiegna                                          |
| Église de l'Assomption d'Appietto                                                     | Appietto                |         | 42° 00′ 48″ nord, 8° 45′ 58″ est |                |                                                                           |                                  | Image manquante Téléverser                                                            |
| Église Saint-Sébastien d'Arbellara                                                    | Arbellara               |         | 41° 40′ 54″ nord, 8° 59′ 30″ est | IA2A000729     |                                                                           |                                  | Église Saint-Sébastien d'Arbellara                                                    |
| Église Santa-Maria-Assunta d'Arbori                                                   | Arbori                  |         | 42° 08′ 29″ nord, 8° 47′ 53″ est |                |                                                                           |                                  | Église Santa-Maria-Assunta d'Arbori                                                   |
| Église Saint-Nicolas d'Arro                                                           | Arro                    |         | 42° 05′ 35″ nord, 8° 48′ 52″ est | IA2A001703     |                                                                           |                                  | Église Saint-Nicolas d'Arro                                                           |
| Église Saint-Nicolas d'Aullène                                                        | Aullène                 |         | 41° 46′ 08″ nord, 9° 04′ 46″ est | « PA00099129 » | Inscrit MH Clocher                                                        | 1990                             | Église Saint-Nicolas d'Aullène                                                        |
| Église Santa-Maria d'Azilone                                                          | Azilone-Ampaza          |         | 41° 51′ 53″ nord, 9° 00′ 52″ est |                |                                                                           |                                  | Église Santa-Maria d'Azilone                                                          |
| Église Saint-Mathieu d'Ampaza                                                         | Azilone-Ampaza          |         | 41° 52′ 20″ nord, 9° 00′ 09″ est |                |                                                                           |                                  | Église Saint-Mathieu d'Ampaza                                                         |
| Église d'Azzana                                                                       | Azzana                  |         | à géolocaliser                   |                |                                                                           |                                  | Église d'Azzana                                                                       |
| Église Saint-Michel de Bastelica                                                      | Bastelica               |         | 42° 00′ 02″ nord, 9° 02′ 59″ est |                |                                                                           |                                  | Église Saint-Michel de Bastelica                                                      |
| Église San-Giovanni de Campomoro                                                      | Belvédère-Campomoro     |         | à géolocaliser                   |                |                                                                           |                                  | Image manquante Téléverser                                                            |
| Église Sainte-Lucie de Bocognano                                                      | Bocognano               |         | 42° 04′ 59″ nord, 9° 03′ 52″ est |                |                                                                           |                                  | Église Sainte-Lucie de Bocognano                                                      |
| Église Saint-Dominique de Bonifacio                                                   | Bonifacio               |         | 41° 23′ 13″ nord, 9° 09′ 20″ est | « PA00099081 » | Classé MH                                                                 | 1862                             | Église Saint-Dominique de Bonifacio                                                   |
| Église Sainte-Marie-Majeure de Bonifacio                                              | Bonifacio               |         | 41° 23′ 14″ nord, 9° 09′ 32″ est | « PA00099082 » | Classé MH                                                                 | 1982                             | Église Sainte-Marie-Majeure de Bonifacio                                              |
| Église Saint-Barthélemy de Bonifacio                                                  | Bonifacio               |         | 41° 23′ 13″ nord, 9° 09′ 11″ est | « PA00132596 » | Inscrit MH                                                                | 1994                             | Église Saint-Barthélemy de Bonifacio                                                  |
| Église Saint-Jacques de Bonifacio                                                     | Bonifacio               |         | 41° 23′ 13″ nord, 9° 09′ 24″ est | « PA00132597 » | Inscrit MH                                                                | 1994                             | Église Saint-Jacques de Bonifacio                                                     |
| Église Sainte-Marie-Madeleine de Bonifacio                                            | Bonifacio               |         | 41° 23′ 15″ nord, 9° 09′ 14″ est | « PA00132598 » | Inscrit MH                                                                | 1994                             | Église Sainte-Marie-Madeleine de Bonifacio                                            |
| Église de la Très-Sainte-Trinité de Bonifacio                                         | Bonifacio               |         | 41° 24′ 20″ nord, 9° 07′ 25″ est | PA2A000015     | Inscrit MH                                                                | 2016                             | Église de la Très-Sainte-Trinité de Bonifacio                                         |
| Église Sainte-Croix de la maison de la Miséricorde de Bonifacio                       | Bonifacio               |         | 41° 23′ 13″ nord, 9° 09′ 26″ est |                |                                                                           |                                  | Image manquante Téléverser                                                            |
| Église Saint-Érasme de Bonifacio                                                      | Bonifacio               |         | 41° 24′ 53″ nord, 9° 10′ 04″ est | IA2A002012     |                                                                           |                                  | Église Saint-Érasme de Bonifacio                                                      |
| Église Saint-François de Bonifacio                                                    | Bonifacio               |         | 41° 13′ 52″ nord, 9° 05′ 24″ est |                |                                                                           |                                  | Église Saint-François de Bonifacio                                                    |
| Église Saint-Jean-Baptiste de Bonifacio                                               | Bonifacio               |         | 41° 23′ 12″ nord, 9° 09′ 30″ est |                |                                                                           |                                  | Église Saint-Jean-Baptiste de Bonifacio                                               |
| Église de l'Annonciation de Calcatoggio                                               | Calcatoggio             |         | 42° 01′ 42″ nord, 8° 45′ 59″ est | IA2A001621     |                                                                           |                                  | Image manquante Téléverser                                                            |
| Église Saint-Laurent de Campo                                                         | Campo                   |         | 41° 53′ 28″ nord, 9° 00′ 15″ est | IA2A000776     |                                                                           |                                  | Image manquante Téléverser                                                            |
| Église Saint-Aurèle de Cannelle                                                       | Cannelle                |         | 42° 02′ 55″ nord, 8° 49′ 16″ est | IA2A001596     |                                                                           |                                  | Image manquante Téléverser                                                            |
| Église Saint-Jean de Carbini                                                          | Carbini                 |         | 41° 40′ 46″ nord, 9° 08′ 51″ est | « PA00099087 » | Classé MH                                                                 | 1886                             | Église Saint-Jean de Carbini                                                          |
| Église Saint-Jacques de Carbuccia                                                     | Carbuccia               |         | à géolocaliser                   |                |                                                                           |                                  | Église Saint-Jacques de Carbuccia                                                     |
| Église de l'Assomption de Cargèse                                                     | Cargèse                 |         | 42° 08′ 01″ nord, 8° 35′ 46″ est | « PA00099089 » | Inscrit MH                                                                | 1989                             | Église de l'Assomption de Cargèse                                                     |
| Église Saint-Élie de Cargèse                                                          | Cargèse                 |         | 42° 08′ 42″ nord, 8° 37′ 57″ est | IA2A000105     |                                                                           |                                  | Église Saint-Élie de Cargèse                                                          |
| Église Saint-Paul de Cargiaca                                                         | Cargiaca                |         | 41° 43′ 53″ nord, 9° 02′ 53″ est | IA2A000450     |                                                                           |                                  | Église Saint-Paul de Cargiaca                                                         |
| Église San-Fredianu de Casaglione                                                     | Casaglione              |         | à géolocaliser                   |                |                                                                           |                                  | Image manquante Téléverser                                                            |
| Église Saint-Michel de Casalabriva                                                    | Casalabriva             |         | à géolocaliser                   |                |                                                                           |                                  | Église Saint-Michel de Casalabriva                                                    |
| Église Santa-Barbara de Cauro                                                         | Cauro                   |         | 41° 55′ 00″ nord, 8° 54′ 38″ est |                |                                                                           |                                  | Église Santa-Barbara de Cauro                                                         |
| Église Saint-Sauveur de Crucciate                                                     | Coggia                  |         | 42° 07′ 22″ nord, 8° 44′ 59″ est |                |                                                                           |                                  | Image manquante Téléverser                                                            |
| Église Saint-Nicolas de Cognocoli-Monticchi                                           | Cognocoli-Monticchi     |         | à géolocaliser                   | IA2A001121     |                                                                           |                                  | Église Saint-Nicolas de Cognocoli-Monticchi                                           |
| Église Saint-Étienne de Conca                                                         | Conca                   |         | 41° 44′ 04″ nord, 9° 20′ 10″ est | IA2A001155     |                                                                           |                                  | Image manquante Téléverser                                                            |
| Église Saint-Nicolas de Corrano                                                       | Corrano                 |         | 41° 53′ 20″ nord, 9° 03′ 51″ est | IA2A000524     |                                                                           |                                  | Image manquante Téléverser                                                            |
| Église Sainte-Marie d'Acqua d'Oria                                                    | Coti-Chiavari           |         | à géolocaliser                   |                |                                                                           |                                  | Image manquante Téléverser                                                            |
| Église Saint-Jean-Baptiste de Coti-Chiavari                                           | Coti-Chiavari           |         | 41° 46′ 25″ nord, 8° 46′ 16″ est | IA2A000919     |                                                                           |                                  | Église Saint-Jean-Baptiste de Coti-Chiavari                                           |
| Église Notre-Dame-de-l'Assomption de Cozzano                                          | Cozzano                 |         | 41° 56′ 08″ nord, 9° 09′ 13″ est | IA2A000521     |                                                                           |                                  | Église Notre-Dame-de-l'Assomption de Cozzano                                          |
| Église Saint-Jean-Baptiste du Tassu                                                   | Cristinacce             |         | 42° 14′ 14″ nord, 8° 49′ 03″ est |                |                                                                           |                                  | Image manquante Téléverser                                                            |
| Église Santa-Maria-Assunta de Cristinacce                                             | Cristinacce             |         | 42° 14′ 19″ nord, 8° 50′ 24″ est |                |                                                                           |                                  | Église Santa-Maria-Assunta de Cristinacce                                             |
| Église Sainte-Marie de Cristinacce                                                    | Cristinacce             |         | 42° 14′ 33″ nord, 8° 50′ 09″ est | IA2A000108     |                                                                           |                                  | Image manquante Téléverser                                                            |
| Église San Martinu de Cuttoli-Corticchiato                                            | Cuttoli-Corticchiato    |         | à géolocaliser                   |                |                                                                           |                                  | Église San Martinu de Cuttoli-Corticchiato                                            |
| Église Saint-Thomas d'Eccica-Suarella                                                 | Eccica-Suarella         |         | 41° 55′ 21″ nord, 8° 54′ 22″ est |                |                                                                           |                                  | Image manquante Téléverser                                                            |
| Église Saint-Martin d'Évisa                                                           | Évisa                   |         | 42° 15′ 11″ nord, 8° 48′ 10″ est | IA2A000096     |                                                                           |                                  | Église Saint-Martin d'Évisa                                                           |
| Église Saint-Cyprien d'Evisa                                                          | Évisa                   |         | 42° 15′ 06″ nord, 8° 47′ 32″ est | IA2A000098     |                                                                           |                                  | Image manquante Téléverser                                                            |
| Église Saint-François-d'Assise de Tarrabucceta                                        | Figari                  |         | 41° 31′ 24″ nord, 9° 08′ 24″ est |                |                                                                           |                                  | Image manquante Téléverser                                                            |
| Église Saint-Jean-Baptiste de Poggiale                                                | Figari                  |         | 41° 31′ 16″ nord, 9° 05′ 45″ est | IA2A000970     |                                                                           |                                  | Image manquante Téléverser                                                            |
| Église Saint-Joseph d'Ogliastrello                                                    | Figari                  |         | 41° 30′ 33″ nord, 9° 08′ 23″ est | IA2A000971     |                                                                           |                                  | Image manquante Téléverser                                                            |
| Église de la Sainte-Immaculée-Conception de Figari                                    | Figari                  |         | 41° 29′ 25″ nord, 9° 07′ 50″ est |                |                                                                           |                                  | Image manquante Téléverser                                                            |
| Église Saint-Pierre de Forciolo                                                       | Forciolo                |         | 41° 51′ 11″ nord, 9° 00′ 35″ est | IA2A000949     |                                                                           |                                  | Image manquante Téléverser                                                            |
| Église de la Sainte-Trinité de Frasseto                                               | Frasseto                |         | 41° 53′ 44″ nord, 9° 01′ 19″ est | IA2A000790     |                                                                           |                                  | Image manquante Téléverser                                                            |
| Église Saint-Pierre-et-Saint-Paul de Giuncheto                                        | Giuncheto               |         | 41° 35′ 09″ nord, 8° 57′ 15″ est |                |                                                                           |                                  | Église Saint-Pierre-et-Saint-Paul de Giuncheto                                        |
| Église Sainte-Marie de Granace                                                        | Granace                 |         | 41° 38′ 34″ nord, 9° 00′ 37″ est |                |                                                                           |                                  | Image manquante Téléverser                                                            |
| Église San Giovanni de Grossa                                                         | Grossa                  |         | 41° 36′ 49″ nord, 8° 53′ 33″ est | « PA00099094 » | Classé MH                                                                 | 1977                             | Église San Giovanni de Grossa                                                         |
| Église Notre-Dame-de-la-Nativité de Grossa                                            | Grossa                  |         | 41° 36′ 42″ nord, 8° 52′ 39″ est |                |                                                                           |                                  | Église Notre-Dame-de-la-Nativité de Grossa                                            |
| Église Saint-Césaire de Grosseto                                                      | Grosseto-Prugna         |         | 41° 52′ 11″ nord, 8° 57′ 46″ est | IA2A000885     |                                                                           |                                  | Église Saint-Césaire de Grosseto                                                      |
| Église Saint-Jean-François-Régis de Porticcio                                         | Grosseto-Prugna         |         | 41° 52′ 51″ nord, 8° 47′ 13″ est |                |                                                                           |                                  | Église Saint-Jean-François-Régis de Porticcio                                         |
| Église Saint-Nicolas de Guagno                                                        | Guagno                  |         | 42° 10′ 06″ nord, 8° 56′ 59″ est |                |                                                                           |                                  | Image manquante Téléverser                                                            |
| Église Saint-Sauveur de Guargualé                                                     | Guargualé               |         | 41° 50′ 09″ nord, 8° 55′ 30″ est | IA2A001069     |                                                                           |                                  | Image manquante Téléverser                                                            |
| Église Saint-André de Lecci                                                           | Lecci                   |         | 41° 40′ 45″ nord, 9° 19′ 34″ est | IA2A000297     |                                                                           |                                  | Image manquante Téléverser                                                            |
| Église de Letia                                                                       | Letia                   |         | à géolocaliser                   |                |                                                                           |                                  | Église de Letia                                                                       |
| Église Saint-Nicolas de Levie                                                         | Levie                   |         | 41° 42′ 05″ nord, 9° 07′ 21″ est | « IA00071668 » |                                                                           |                                  | Église Saint-Nicolas de Levie                                                         |
| Église Santa-Maria-Assunta de Pantano                                                 | Levie                   |         | 41° 40′ 03″ nord, 9° 06′ 15″ est |                |                                                                           |                                  | Image manquante Téléverser                                                            |
| Église de Tirolo                                                                      | Levie                   |         | 41° 39′ 35″ nord, 9° 06′ 22″ est |                |                                                                           |                                  | Image manquante Téléverser                                                            |
| Église Saint-Thomas dite San-Tumà de Lopigna                                          | Lopigna                 |         | 42° 06′ 10″ nord, 8° 50′ 30″ est | IA2A001745     |                                                                           |                                  | Image manquante Téléverser                                                            |
| Église Saint-Pierre de Loreto-di-Tallano                                              | Loreto-di-Tallano       |         | à géolocaliser                   | IA2A000466     |                                                                           |                                  | Église Saint-Pierre de Loreto-di-Tallano                                              |
| Église Saint-Jacques de Marignana                                                     | Marignana               |         | 42° 14′ 02″ nord, 8° 48′ 04″ est | IA2A000095     |                                                                           |                                  | Église Saint-Jacques de Marignana                                                     |
| Église Saint-Siméon de Marignana                                                      | Marignana               |         | 42° 11′ 16″ nord, 8° 39′ 28″ est | IA2A000118     |                                                                           |                                  | Église Saint-Siméon de Marignana                                                      |
| Église Saint-François-Xavier de Chidazzu                                              | Marignana               |         | 42° 14′ 10″ nord, 8° 47′ 19″ est |                |                                                                           |                                  | Église Saint-François-Xavier de Chidazzu                                              |
| Église Saint-Jean de Sevendentro de Marignana                                         | Marignana               |         | à géolocaliser                   | IA2A000097     |                                                                           |                                  | Image manquante Téléverser                                                            |
| Église Saint-Nicolas de Marignana                                                     | Marignana               |         | à géolocaliser                   | IA2A000119     |                                                                           |                                  | Image manquante Téléverser                                                            |
| Église de l'Assomption de Mela                                                        | Mela                    |         | 41° 41′ 47″ nord, 9° 05′ 40″ est | IA2A000467     |                                                                           |                                  | Église de l'Assomption de Mela                                                        |
| Église Santa-Maria-Assunta de Mela                                                    | Mela                    |         | 41° 41′ 43″ nord, 9° 05′ 23″ est | IA2A001261     |                                                                           |                                  | Église Santa-Maria-Assunta de Mela                                                    |
| Église Sainte-Marie ou Santa-Maria-Assunta de Moca                                    | Moca-Croce              |         | 41° 48′ 33″ nord, 9° 00′ 42″ est |                |                                                                           | Vue de Moca depuis Carbonaja.jpg | Église Sainte-Marie ou Santa-Maria-Assunta de Moca                                    |
| Église de Croce                                                                       | Moca-Croce              |         | 41° 48′ 08″ nord, 9° 00′ 36″ est |                |                                                                           |                                  | Image manquante Téléverser                                                            |
| Église Saint-Nicolas de Monacia-d'Aullène                                             | Monacia-d'Aullène       |         | 41° 31′ 02″ nord, 9° 00′ 07″ est | IA2A001170     |                                                                           |                                  | Image manquante Téléverser                                                            |
| Église Saint-Laurent de Murzo                                                         | Murzo                   |         | 42° 10′ 05″ nord, 8° 49′ 37″ est |                |                                                                           |                                  | Église Saint-Laurent de Murzo                                                         |
| Église Saint-Michel d'Ocana                                                           | Ocana                   |         | 41° 57′ 29″ nord, 8° 55′ 58″ est |                |                                                                           |                                  | Église Saint-Michel d'Ocana                                                           |
| Église Saint-Augustin d'Olivese                                                       | Olivese                 |         | 41° 50′ 47″ nord, 9° 03′ 24″ est | IA2A000702     |                                                                           |                                  | Image manquante Téléverser                                                            |
| Église Santa-Maria-Assunta d'Olmeto                                                   | Olmeto                  |         | 41° 43′ 00″ nord, 8° 55′ 04″ est |                |                                                                           |                                  | Église Santa-Maria-Assunta d'Olmeto                                                   |
| Église Saint-Hippolyte-et-Saint-Cassien dite Sant'Ippolito-et-San-Cassianu d'Olmiccia | Olmiccia                |         | 41° 41′ 38″ nord, 9° 03′ 36″ est | IA2A000458     |                                                                           |                                  | Église Saint-Hippolyte-et-Saint-Cassien dite Sant'Ippolito-et-San-Cassianu d'Olmiccia |
| Église d'Olmiccia                                                                     | Olmiccia                |         | à géolocaliser                   |                |                                                                           |                                  | Église d'Olmiccia                                                                     |
| Église Sainte-Marie d'Orto                                                            | Orto                    |         | 42° 11′ 11″ nord, 8° 55′ 56″ est |                |                                                                           |                                  | Église Sainte-Marie d'Orto                                                            |
| Église Saint-François d'Osani                                                         | Osani                   |         | 42° 19′ 27″ nord, 8° 37′ 59″ est |                |                                                                           |                                  | Église Saint-François d'Osani                                                         |
| Église Saint-Jean-Baptiste de Curzo                                                   | Osani                   |         | 42° 19′ 17″ nord, 8° 40′ 12″ est |                |                                                                           |                                  | Église Saint-Jean-Baptiste de Curzo                                                   |
| Église Saint-Jean-Baptiste d'Osani                                                    | Osani                   |         | à géolocaliser                   | IA2A000113     |                                                                           |                                  | Image manquante Téléverser                                                            |
| Église Saint-Jean-Baptiste d'Ota                                                      | Ota                     |         | 42° 15′ 29″ nord, 8° 44′ 41″ est | IA2A000099     |                                                                           |                                  | Église Saint-Jean-Baptiste d'Ota                                                      |
| Église Sainte-Lucie d'Ota                                                             | Ota                     |         | à géolocaliser                   |                |                                                                           |                                  | Image manquante Téléverser                                                            |
| Église Saint-Antoine-de-Padoue de Partinello                                          | Partinello              |         | 42° 18′ 41″ nord, 8° 40′ 58″ est |                |                                                                           |                                  | Église Saint-Antoine-de-Padoue de Partinello                                          |
| Église Saint-Laurent de Peri                                                          | Peri                    |         | 42° 00′ 06″ nord, 8° 55′ 10″ est |                |                                                                           |                                  | Église Saint-Laurent de Peri                                                          |
| Église de l'Annonciation de Bicchisano                                                | Petreto-Bicchisano      |         | 41° 47′ 14″ nord, 8° 58′ 31″ est |                |                                                                           |                                  | Église de l'Annonciation de Bicchisano                                                |
| Église Saint-Nicolas de Petreto                                                       | Petreto-Bicchisano      |         | à géolocaliser                   | IA2A000653     |                                                                           |                                  | Image manquante Téléverser                                                            |
| Église Sainte-Marie de Piana                                                          | Piana                   |         | 42° 14′ 19″ nord, 8° 38′ 11″ est | IA2A000092     |                                                                           |                                  | Église Sainte-Marie de Piana                                                          |
| Église Saint-Pierre-et-Saint-Paul de Piana                                            | Piana                   |         | 42° 14′ 15″ nord, 8° 38′ 13″ est | IA2A000109     |                                                                           |                                  | Église Saint-Pierre-et-Saint-Paul de Piana                                            |
| Église de l'Annonciation-de-Marie de Caldarello                                       | Pianottoli-Caldarello   |         | à géolocaliser                   |                |                                                                           |                                  | Église de l'Annonciation-de-Marie de Caldarello                                       |
| Église Sainte-Monique de Ghiatone                                                     | Pietrosella             |         | 41° 50′ 18″ nord, 8° 46′ 22″ est | IA2A002556     |                                                                           |                                  | Église Sainte-Monique de Ghiatone                                                     |
| Église Saint-Pierre-et-Saint-Paul de Pietrosella                                      | Pietrosella             |         | 41° 50′ 13″ nord, 8° 50′ 45″ est | IA2A000900     |                                                                           |                                  | Image manquante Téléverser                                                            |
| Église Saint-Pancrace de Pila-Canale                                                  | Pila-Canale             |         | 41° 48′ 41″ nord, 8° 54′ 38″ est | IA2A001021     |                                                                           |                                  | Image manquante Téléverser                                                            |
| Église Saint-Jean-Baptiste de Porto-Vecchio                                           | Porto-Vecchio           |         | 41° 35′ 20″ nord, 9° 16′ 38″ est |                |                                                                           |                                  | Église Saint-Jean-Baptiste de Porto-Vecchio                                           |
| Église Saint-Joseph de Muratellu                                                      | Porto-Vecchio           |         | à géolocaliser                   |                |                                                                           |                                  | Église Saint-Joseph de Muratellu                                                      |
| Église Notre-Dame-de-la-Miséricorde de Propriano                                      | Propriano               |         | 41° 40′ 31″ nord, 8° 54′ 17″ est | IA2A000845     |                                                                           |                                  | Église Notre-Dame-de-la-Miséricorde de Propriano                                      |
| Église Saint-Pierre-et-Saint-Paul de Quasquara                                        | Quasquara               |         | à géolocaliser                   | IA2A000771     |                                                                           |                                  | Image manquante Téléverser                                                            |
| Église Saint-Georges de Quenza                                                        | Quenza                  |         | 41° 45′ 56″ nord, 9° 08′ 17″ est | « PA00099105 » | Classé MH Clocher et sacristie ; Inscrit MH Église, sauf parties classées | 1979 ; 1989                      | Église Saint-Georges de Quenza                                                        |
| Église Sainte-Célestine dite Santa-Celestina de Poggio                                | Renno                   |         | à géolocaliser                   |                |                                                                           |                                  | Image manquante Téléverser                                                            |
| Église Sainte-Marie de Chimeglia                                                      | Renno                   |         | à géolocaliser                   |                |                                                                           |                                  | Image manquante Téléverser                                                            |
| Église Saint-Jacques de Chjirasgia                                                    | Renno                   |         | à géolocaliser                   |                |                                                                           |                                  | Image manquante Téléverser                                                            |
| Église de Rezza                                                                       | Rezza                   |         | à géolocaliser                   |                |                                                                           |                                  | Église de Rezza                                                                       |
| Église Saint-Jean de Sainte-Lucie-de-Tallano                                          | Sainte-Lucie-de-Tallano |         | 41° 42′ 17″ nord, 9° 03′ 11″ est | « PA00099102 » | Classé MH                                                                 | 1930                             | Église Saint-Jean de Sainte-Lucie-de-Tallano                                          |
| Église Saint-André de Sant'Andréa                                                     | Sainte-Lucie-de-Tallano |         | 41° 41′ 59″ nord, 9° 04′ 00″ est | IA2A000334     |                                                                           |                                  | Image manquante Téléverser                                                            |
| Église Sainte-Lucie de Sainte-Lucie-de-Tallano                                        | Sainte-Lucie-de-Tallano |         | 41° 41′ 51″ nord, 9° 03′ 48″ est | IA2A000300     |                                                                           |                                  | Église Sainte-Lucie de Sainte-Lucie-de-Tallano                                        |
| Église Saint-François de l'ancien couvent de Sainte-Lucie-de-Tallano                  | Sainte-Lucie-de-Tallano |         | 41° 41′ 43″ nord, 9° 03′ 58″ est |                |                                                                           |                                  | Église Saint-François de l'ancien couvent de Sainte-Lucie-de-Tallano                  |
| Église Saint-Martin de Bisene                                                         | Sainte-Lucie-de-Tallano |         | 41° 39′ 39″ nord, 9° 05′ 17″ est |                |                                                                           |                                  | Image manquante Téléverser                                                            |
| Ancienne église Sainte-Marie de Salice                                                | Salice                  |         | 42° 07′ 13″ nord, 8° 54′ 10″ est | IA2A001846     |                                                                           |                                  | Image manquante Téléverser                                                            |
| Église Sainte-Marie de Salice                                                         | Salice                  |         | 42° 07′ 13″ nord, 8° 54′ 10″ est | IA2A001789     |                                                                           |                                  | Église Sainte-Marie de Salice                                                         |
| Église San Paulu de Sampolo                                                           | Sampolo                 |         | à géolocaliser                   |                |                                                                           |                                  | Image manquante Téléverser                                                            |
| Église Saint-Gavin de San-Gavino-di-Carbini                                           | San-Gavino-di-Carbini   |         | à géolocaliser                   | « IA00071669 » |                                                                           |                                  | Image manquante Téléverser                                                            |
| Église de Gualdaricciu                                                                | San-Gavino-di-Carbini   |         | à géolocaliser                   |                |                                                                           |                                  | Image manquante Téléverser                                                            |
| Église de Sant'Andréa-d'Orcino                                                        | Sant'Andréa-d'Orcino    |         | à géolocaliser                   |                |                                                                           |                                  | Église de Sant'Andréa-d'Orcino                                                        |
| Église Santa Maria Assunta de Santa-Maria-Figaniella                                  | Santa-Maria-Figaniella  |         | à géolocaliser                   | « PA00099110 » | Classé MH                                                                 | 1927                             | Église Santa Maria Assunta de Santa-Maria-Figaniella                                  |
| Église Sainte-Marie de Santa-Maria-Siché                                              | Santa-Maria-Siché       |         | à géolocaliser                   |                |                                                                           |                                  | Image manquante Téléverser                                                            |
| Église Saint-Jean de Cinarca                                                          | Sari-d'Orcino           |         | 42° 03′ 31″ nord, 8° 49′ 23″ est | « PA00099111 » | Classé MH                                                                 | 1976                             | Image manquante Téléverser                                                            |
| Église Saint-Martin dite San-Martinu de Sari-d'Orcino                                 | Sari-d'Orcino           |         | à géolocaliser                   | IA2A001501     |                                                                           |                                  | Image manquante Téléverser                                                            |
| Église Saint-Paul de Solenzara                                                        | Sari-Solenzara          |         | 41° 50′ 15″ nord, 9° 22′ 21″ est | IA2A000296     |                                                                           |                                  | Église Saint-Paul de Solenzara                                                        |
| Église Saint-Pierre de Torra                                                          | Sarrola-Carcopino       |         | à géolocaliser                   |                |                                                                           |                                  | Image manquante Téléverser                                                            |
| Église Sainte-Marie de Sartène                                                        | Sartène                 |         | 41° 37′ 16″ nord, 8° 58′ 20″ est | « PA00099116 » | Inscrit MH                                                                | 1985                             | Église Sainte-Marie de Sartène                                                        |
| Église Saint-Côme-et-Saint-Damien du couvent Saint-Damien de Sartène                  | Sartène                 |         | 41° 37′ 09″ nord, 8° 58′ 05″ est |                |                                                                           |                                  | Église Saint-Côme-et-Saint-Damien du couvent Saint-Damien de Sartène                  |
| Église de Mola                                                                        | Sartène                 |         | 41° 35′ 51″ nord, 8° 59′ 22″ est |                |                                                                           |                                  | Image manquante Téléverser                                                            |
| Église Saint-Antoine de Serra-di-Ferro                                                | Serra-di-Ferro          |         | 41° 43′ 43″ nord, 8° 47′ 56″ est |                |                                                                           |                                  | Église Saint-Antoine de Serra-di-Ferro                                                |
| Église Saint-Nicolas de Serra-di-Scopamène                                            | Serra-di-Scopamène      |         | 41° 46′ 52″ nord, 9° 06′ 25″ est | IA2A000379     |                                                                           |                                  | Église Saint-Nicolas de Serra-di-Scopamène                                            |
| Église Sainte-Marie de Serriera                                                       | Serriera                |         | 42° 18′ 05″ nord, 8° 42′ 34″ est |                |                                                                           |                                  | Église Sainte-Marie de Serriera                                                       |
| Église Sainte-Marie de Soccia                                                         | Soccia                  |         | 42° 11′ 20″ nord, 8° 54′ 29″ est |                |                                                                           |                                  | Image manquante Téléverser                                                            |
| Église Saint-Albert de Calvese                                                        | Sollacaro               |         | à géolocaliser                   | IA2A000676     |                                                                           |                                  | Image manquante Téléverser                                                            |
| Ancienne Église Saint-Albert de Calvese                                               | Sollacaro               |         | 41° 44′ 48″ nord, 8° 54′ 35″ est | PA2A000012     | Inscrit MH                                                                | 2012                             | Image manquante Téléverser                                                            |
| Église de l'Assomption de Sollacaro                                                   | Sollacaro               |         | à géolocaliser                   | IA2A000675     |                                                                           |                                  | Image manquante Téléverser                                                            |
| Église Sant'Andréa de Sorbollano                                                      | Sorbollano              |         | 41° 45′ 06″ nord, 9° 06′ 35″ est |                |                                                                           |                                  | Image manquante Téléverser                                                            |
| Église Sainte-Lucie de Chera                                                          | Sotta                   |         | 41° 29′ 56″ nord, 9° 11′ 38″ est |                |                                                                           |                                  | Image manquante Téléverser                                                            |
| Église Saint-Joseph de Petra Longa Salvini                                            | Sotta                   |         | à géolocaliser                   |                |                                                                           |                                  | Image manquante Téléverser                                                            |
| Église Saint-Martin de Sotta                                                          | Sotta                   |         | 41° 32′ 44″ nord, 9° 11′ 45″ est | IA2A000989     |                                                                           |                                  | Église Saint-Martin de Sotta                                                          |
| Église Santa Maria Assunta de Tavera                                                  | Tavera                  |         | à géolocaliser                   |                |                                                                           |                                  | Église Santa Maria Assunta de Tavera                                                  |
| Église Saint-Léonard de Tolla                                                         | Tolla                   |         | 41° 58′ 32″ nord, 8° 58′ 25″ est |                |                                                                           |                                  | Église Saint-Léonard de Tolla                                                         |
| Église Saint-Antonin d'Ucciani                                                        | Ucciani                 |         | à géolocaliser                   |                |                                                                           |                                  | Église Saint-Antonin d'Ucciani                                                        |
| Église Saint-Michel d'Urbalacone                                                      | Urbalacone              |         | 41° 50′ 11″ nord, 8° 56′ 58″ est | IA2A001099     |                                                                           |                                  | Image manquante Téléverser                                                            |
| Église Saint-Michel de Valle-di-Mezzana                                               | Valle-di-Mezzana        |         | à géolocaliser                   |                |                                                                           |                                  | Image manquante Téléverser                                                            |
| Église de Vero                                                                        | Vero                    |         | à géolocaliser                   |                |                                                                           |                                  | Église de Vero                                                                        |
| Ancienne cathédrale Sant'Appiano de Sagone                                            | Vico                    |         | 42° 07′ 06″ nord, 8° 41′ 25″ est | « PA00099133 » | Inscrit MH                                                                | 1989                             | Ancienne cathédrale Sant'Appiano de Sagone                                            |
| Église du couvent Saint-François de Vico                                              | Vico                    |         | 42° 09′ 39″ nord, 8° 48′ 04″ est |                |                                                                           |                                  | Église du couvent Saint-François de Vico                                              |
| Église Sainte-Marie de Vico                                                           | Vico                    |         | 42° 10′ 03″ nord, 8° 48′ 04″ est |                |                                                                           |                                  | Église Sainte-Marie de Vico                                                           |
| Église Saint-Pierre-et-Saint-Paul de Nesa                                             | Vico                    |         | 42° 09′ 36″ nord, 8° 47′ 42″ est |                |                                                                           |                                  | Église Saint-Pierre-et-Saint-Paul de Nesa                                             |
| Église Saint-Sauveur de Viggianello                                                   | Viggianello             |         | 41° 40′ 55″ nord, 8° 57′ 06″ est | IA2A000719     |                                                                           |                                  | Église Saint-Sauveur de Viggianello                                                   |
| Ancienne église de San Ghuva de Viggianello                                           | Viggianello             |         | à géolocaliser                   |                |                                                                           |                                  | Image manquante Téléverser                                                            |
| Ancienne église abbatiale de Santa Ghjulia de Viggianello                             | Viggianello             |         | à géolocaliser                   |                |                                                                           |                                  | Image manquante Téléverser                                                            |
| Église Sainte-Marie de Villanova                                                      | Villanova               |         | 41° 57′ 34″ nord, 8° 40′ 08″ est |                |                                                                           |                                  | Image manquante Téléverser                                                            |
| Église de Zérubia                                                                     | Zérubia                 |         | 41° 45′ 06″ nord, 9° 04′ 26″ est |                |                                                                           |                                  | Image manquante Téléverser                                                            |
| Église Saint-Luxor de Zicavo                                                          | Zicavo                  |         | 41° 54′ 29″ nord, 9° 07′ 44″ est | IA2A000299     |                                                                           |                                  | Église Saint-Luxor de Zicavo                                                          |
| Église Sainte-Marie de Zigliara                                                       | Zigliara                |         | 41° 50′ 47″ nord, 8° 59′ 43″ est | « PA00099125 » | Inscrit MH                                                                | 1981                             | Église Sainte-Marie de Zigliara                                                       |
| Nouvelle église dite Ghiesa Nova de Zigliara                                          | Zigliara                |         | 41° 50′ 39″ nord, 8° 59′ 35″ est |                |                                                                           |                                  | Image manquante Téléverser                                                            |
| Église Santa-Maria-Assunta de Zonza                                                   | Zonza                   |         | 41° 44′ 56″ nord, 9° 10′ 17″ est | « IA00071677 » |                                                                           |                                  | Église Santa-Maria-Assunta de Zonza                                                   |
| Église Saint-Jean-Baptiste de Carabona                                                | Zonza                   |         | 41° 42′ 54″ nord, 9° 10′ 45″ est | « IA00071687 » |                                                                           |                                  | Image manquante Téléverser                                                            |
| Église de Pinarellu                                                                   | Zonza                   |         | 41° 40′ 55″ nord, 9° 22′ 29″ est |                |                                                                           |                                  | Église de Pinarellu                                                                   |
| Église Sainte-Marguerite de Zoza                                                      | Zoza                    |         | 41° 43′ 06″ nord, 9° 04′ 08″ est | IA2A000442     |                                                                           |                                  | Image manquante Téléverser                                                            |

### Culteprotestant
| Église                      | Commune | Adresse | Coordonnées                      | Notice | Protection | Date | Illustration               |
| --------------------------- | ------- | ------- | -------------------------------- | ------ | ---------- | ---- | -------------------------- |
| Temple protestant d'Aullène | Aullène |         | 41° 46′ 19″ nord, 9° 04′ 47″ est |        |            |      | Image manquante Téléverser |

### Église orthodoxe
| Église                      | Commune | Adresse | Coordonnées                      | Notice         | Protection | Date | Illustration                |
| --------------------------- | ------- | ------- | -------------------------------- | -------------- | ---------- | ---- | --------------------------- |
| Église orthodoxe de Cargèse | Cargèse |         | 42° 08′ 01″ nord, 8° 35′ 42″ est | « PA00099088 » | Classé MH  | 1990 | Église orthodoxe de Cargèse |